# Galium galapagoense
Galium galapagoense là một loài thực vật có hoa trong họ Thiến thảo. Loài này được Wiggins mô tả khoa học đầu tiên năm 1970.